# Chancheng

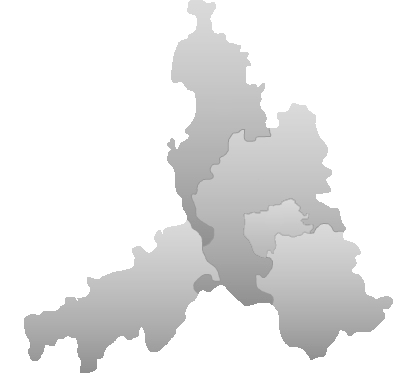
Lage des Stadtbezirks Chancheng im Gebiet der bezirksfreien Stadt Foshan

Der Stadtbezirk Chancheng (chinesisch 禪城區 / 禅城区, Pinyin Chánchéng Qū) ist ein Stadtbezirk der bezirksfreien Stadt Foshan in der chinesischen Provinz Guangdong. Er hat eine Fläche von 154 Quadratkilometern und zählt 1.330.262 Einwohner (Stand: Zensus 2020). Der Stadtbezirk ist Zentrum und Regierungssitz von Foshan.
Der im Stadtbezirk Chancheng gelegene Nanfeng-Brennofen und der Ahnentempel von Foshan (佛山祖廟 / 佛山祖庙,  Fóshān Zǔmiào) stehen auf der Liste der Denkmäler der Volksrepublik China.

## Administrative Gliederung
Auf Gemeindeebene setzt sich der Stadtbezirk aus drei Straßenvierteln und einer Großgemeinde zusammen. Diese sind:
- Straßenviertel Zumiao 祖庙街道
- Straßenviertel Shiwanzhen 石湾镇街道
- Straßenviertel Zhangcha 张槎街道

- Großgemeinde Nanzhuang 南庄镇